# Incisivosaurus
Az Incisivosaurus („metsző gyík”) apró, valószínűleg növényevő négylábú dinoszaurusz nemzetség volt a kora kréta korban, a mai Kína területén.
Az első leírt példányt a Jihszian formáció legalsó (fluviális) rétegéből gyűjtötték - amely 130 millió évvel ezelőtt a barremi faunális időszakban keletkezett - a Szihetun régióban, Liaoning tartomány nyugati részében, Beipiao város közelében.
Legfeltűnőbb jellegzetessége a növényevő vagy mindenevő életmódhoz való adaptációja. Erről előreugró, rágcsálószerű elülső fogai tanúskodnak, amelyekről nevét is kapta. A felfedezett faj Jacques Gauthier-ről, a filogenetikus rendszertanosztályozási módszerének úttörőjéről kapta nevét.